# Richelieu, Indre-et-Loire
Richelieu je naselje in občina v osrednjem francoskem departmaju Indre-et-Loire regije Center. Leta 2009 je naselje imelo 1.954 prebivalcev.

## Geografija
Kraj leži v pokrajini Poitou ob reki Mâble znotraj naravnega regijskega parka Loire-Anjou-Touraine, 63 km jugozahodno od Toursa.

## Uprava
Richelieu je sedež istoimenskega kantona, v katerega so poleg njegove vključene še občine Assay, Braslou, Braye-sous-Faye, Champigny-sur-Veude, Chaveignes, Courcoué, Faye-la-Vineuse, Jaulnay, Lémeré, Ligré, Luzé, Marigny-Marmande, Razines, La Tour-Saint-Gelin in Verneuil-le-Château z 8.278 prebivalci.
Kanton Richelieu je sestavni del okrožja Chinon.

## Zanimivosti
Richelieu je zaradi svoje značilne dobro ohranjene zasnove "idealnega mesta" 17. stoletja, zgrajenega z odlokom kardinala Richelieuja, predmet arhitekturnih zaščitnih ukrepov.
- ulica Grande-Rue,
- klasicistična notredamska cerkev iz prve polovice 17. stoletja,
- nekdanja palača château de Richelieu v lasti kardinala Richelieua, zgrajena v stilu Ludvika XIII. v 17. stoletju, danes javni park,

## Pobratena mesta
- Luçon (Vendée, Pays de la Loire),
- Richelieu (Quebec, Kanada),
- Schaafheim (Hessen, Nemčija).